# Otto Janczik
Otto Janczik (* 30. November 1898) war ein österreichischer Fußball-Nationalspieler.

## Karriere
Der Tormann Otto Janczik begann seine Karriere beim Gersthofer SV und spielte erstmals 1918/19 für den Wiener AF in der österreichischen Ersten Klasse. Bald wurde er zum Stammspieler im Tor der Weinroten, erlebte mit dem Sieg im österreichischen Cup 1922 mit 2:1 seinen größten Erfolg. Nachdem Otto Janczik allerdings 1924 den Abstieg mit dem WAF hinnehmen musste, wechselte er zum zweiten Hütteldorfer Erstligisten, Rapid. Hier spielte er zwei Jahre lang und kam in dieser Zeit auch zu zwei Einsätzen in der österreichischen Nationalmannschaft. Hierzu sei erwähnt, dass Otto Janczik bereits zu WAF-Zeiten im Nationalteam spielen hätte sollen, aus Nervosität allerdings absagte.
In beiden Länderspielen hielt sich der Tormann schadlos, Österreich siegte sowohl gegen die Schweiz als auch gegen die Tschechoslowakei mit 2:0. 1926 wechselte Otto Janczik nach Döbling zur Vienna, bei der er seine Karriere in der I. Liga schließlich beendete. Der Tormann hängte die Fußballschuhe allerdings nicht an den Nagel, sondern versuchte sich noch beim Provinzverein Kremser SC, mit der er 1930 österreichischer Amateur-Meister wurde, nach einem Finalspielssieg über den FA Turnerbund Lustenau. Seine Laufbahn beendete er beim SC Mautern.

## Erfolge
- 1 × Österreichischer Cupsieger: 1922
- 1 × Österreichischer Amateur-Meister: 1930

- 2 Länderspiele für die österreichische Fußballnationalmannschaft von 1925 bis 1926

| Personendaten    | Personendaten                   |
| ---------------- | ------------------------------- |
| NAME             | Janczik, Otto                   |
| KURZBESCHREIBUNG | österreichischer Fußballspieler |
| GEBURTSDATUM     | 30. November 1898               |
| STERBEDATUM      | 20. Jahrhundert                 |